# Военный контингент Люксембурга в Афганистане
Военный контингент Люксембурга в Афганистане — подразделение вооружённых сил Люксембурга, созданное в 2003 году. В 2003 - 2014 гг. действовало в составе сил ISAF.
Так как участие военнослужащих Люксембурга в операции в Боснии и Герцеговине продолжалось 9 лет и было завершено в 2013 году, война в Афганистане является самой длительной войной, в которой когда-либо участвовала страна.

## История
Люксембург принимал ограниченное участие в войне в Афганистане с 2003 года, летом 2003 года в состав сил ISAF было направлено первое пехотное подразделение из 10 военнослужащих со стрелковым оружием (автоматами Steyr AUG), действовавшее в составе подразделения "BELU USAF 13" военного контингента Бельгии. С июня 2003 года они охраняли периметр аэродрома в Кабуле.
Кроме того, Люксембург выделил около 6 млн. евро на тренировку и обучение вооружённых сил Афганистана, около 22 млн. евро на гражданские проекты в этой стране, а с января 2009 года люксембургская компания SES/ASTRA принимала участие в обеспечении спутниковой связи сил ISAF.
В 2011 году в Афганистан были доставлены четыре бронемашины "Dingo 2" армии Люксембурга. 
В 2012 году подразделение Люксембурга включили в состав охраны аэродрома в Кандагаре. Кроме того, в 2012 году один сержант инженерно-саперного подразделения армии Люксембурга был направлен для работы в криминалистической лаборатории на военной базе НАТО "Camp Warehouse" в 10 км западнее Кабула, которая занималась исследованием обнаруженных в Афганистане минно-взрывных устройств (он находился в подчинении французского контингента ISAF). 
23 мая 2012 года было официально объявлено о намерении завершить участие в операции в Афганистане к концу 2014 года. 
По состоянию на 1 августа 2013 года численность контингента составляла 10 военнослужащих.
28 декабря 2014 года командование НАТО объявило о том, что операция "Несокрушимая свобода" в Афганистане завершена. Тем не менее, боевые действия в стране продолжались и иностранные войска остались в стране - в соответствии с начатой 1 января 2015 года операцией «Решительная поддержка», хотя общая численность войск НАТО (в том числе, контингента Люксембурга) была уменьшена.
Изначально, в Афганистане был оставлен 1 военнослужащий (который действовал в составе взвода разминирования на военной базе "Marmal" в Мазари-Шарифе и находился в подчинении военного контингента ФРГ), в дальнейшем военное присутствие было увеличено до 2 военнослужащих.
14 апреля 2021 года президент США Джо Байден объявил о планах начала вывода американских войск из Афганистана в мае 2021 с завершением этого процесса к 11 сентября 2021 года. В этот же день решение о выводе войск «в течение нескольких следующих месяцев» приняли страны НАТО. 19 мая 2021 года Люксембург эвакуировал военнослужащих и прекратил участие в операции.